# 이마트 에브리데이
이마트 에브리데이는 이마트가 운영하는 기업형 슈퍼마켓으로 2013년 7월 기준으로 147개 점포를 운영하고 있다.

## 연혁
- 2009년: 9월 이마트 에브리데이 서울지점 개설
- 2011년: 12월 5일 킴스클럽마트에서 이마트 에브리데이 전환
- 2024년 7월 1일: 이마트와 합병

## 직영 점포

### 상품공급점
- 본사홈페이지에는 뜨지 않는다(추가 정보 요구)
- 서울: 용산, 서초코아, 은평불광, 강남즐거운마트, 구로신세기마트, 보라매, 충정로, 신정
- 경기: 권선케이마트, 오포, 팔달, 곤지암월드유통
- 충청: 공주중동
- 경상: 영주, 양포, 포항
- 강원, 전라: 광양, 벌교, 광주, 여수, 삼례

## 결제카드 정보 및 카드서비스

### 직불카드
이마트는 직불카드 결제가 가능하다. 그러나 직불카드의 특성상 오전 7시 30분부터 ~ 오후 11시까지 사용이 가능하다.
- 2004년 10월 14일 이마트는 카드사와 카드수수료 분쟁이 있었으며, 카드수수료를 회피하기 위한 방법으로 직불카드 결제를 도입하였다.[1] 2004년 11월 1일부터 신세계 유통계열사(이마트, 신세계백화점 등)에서 직불카드 사용이 가능해졌다.[2]
- 우리은행과 신한은행은 2004년 11월 1일부터 발급하였지만[3] 우리은행만 2013년 9월 1일로 계약이 종료로 제휴직불 발급이 불가능 하다. 신한은행만 발급받을 수 있으며, 스마트원 직불카드 하단에 "이마트 제휴"라고 되어 있다.[4] 하지만 이마트 제휴라고 찍혀 있는 스마트원 직불카드가 굳이 아니어도, 신한은행에서 발행하는 마에스트로 국제현금카드 및 EXK 국제현금카드 역시 직불카드가 장착되어 있어서 이마트 및 신세계백화점에서 직불결제 이용이 가능하고 신세계포인트 우대적립도 받을 수 있다.

### 현금카드
2012년 11월 21일에 현금카드 결제를 도입하였다. 신세계백화점전점(충청점제외), 이마트 및 이마트에브리데이 전 점포가 사용이 가능하다

### 신세계 기프트 카드
기프트 카드는 신세계백화점, 이마트몰, 신세계몰, 이마트 등에서 신세계 기프트 카드를 구매 가능하고 충전할 수 있다.다만 신세계 계열사에서만 사용이 가능하다.

### 멤버십 카드
자체적인 멤버스 카드가 존재하였다. 2001년 SK의 OK캐쉬백 제휴하였지만, 2012년 8월로 계약이 종료되었다. 자체적인 포인트 카드 멤버십 서비스를 2012년 3월에 개시하고 잔돈적립서비스를 신설하였다.